# Scalmicauda biarculinea
Scalmicauda biarculinea är en fjärilsart som beskrevs av George Thomas Bethune-Baker 1927. Scalmicauda biarculinea ingår i släktet Scalmicauda och familjen tandspinnare. Inga underarter finns listade.